# 第3回インド国際映画祭
第3回インド国際映画祭（だい3かいインドこくさいえいがさい、3rd International Film Festival of India）は、1965年1月8日から同月21日までニューデリーで開催された。今回からコンペティションが導入され、開会式ではインド大統領サルヴパッリー・ラーダークリシュナンが開会宣言を行った。開催委員長はサタジット・レイが務め、国際映画製作者連盟からは「A」認定を得ており、これによりインド国際映画祭はカンヌ国際映画祭、ベルリン国際映画祭、ヴェネツィア国際映画祭、カルロ・ヴァリ国際映画祭、モスクワ国際映画祭と同格の映画祭に位置付けられるようになった。

## 受賞結果
- 長編映画部門金孔雀賞：『Gamperaliya』
- 短編映画部門金孔雀賞：『Cyclone』
- 銀孔雀賞：『Nirjan Saikate』
- 女優賞（英語版）：シャルミラ・タゴール、ルマ・グハー・タークルタ（英語版）、チャヤー・デーヴィ（英語版）、レーヌカー・デーヴィ（英語版）、バーラティ・デーヴィ - 『Nirjan Saikate』

## オープニング作品
- 『Ivaylo』：ニコラ・ヴァルチェフ

## クロージング作品
- 『アメリカ アメリカ』：エリア・カザン